# Marcelo Rivas Mateos
Marcelo Rivas Mateos (Serradilla, 16 de gener de 1875 - Madrid, 26 de gener de 1931) va ser un farmacèutic, botànic, geobotànic, zoòleg, i professor espanyol.

## Biografia
Va ser el primogènit de quatre fills de José Rivas, farmacèutic d'aquesta localitat extremenya. Va obtenir el seu batxillerat en el "Institut de la capital de la província; i en la Universitat de Madrid va fer els estudis superiors, llicenciant-se en Farmàcia en 1895.
El seu gust per la botànica fou precoç; i en 1896 s'incorpora a la "Real Sociedad Española de Historia Natural" publicant a la seva revista, unes Notas sobre la flora española. Es va orientar cap a la geobotànica de la seva regió natal; defensant en 1896 la seva tesi doctoral Estudios preliminares para la flora de Cáceres, amb abundants cites, com 2.326 espècies, moltes d'elles trobades per primera vegada a la seva província extremenya.
Cap al 1898 aconsegueix per oposició la "Càtedra de Mineralogia i Zoologia aplicades a la Farmàcia", en la Universitat de Santiago, i en 1900 passa a la Universitat de Barcelona, on va ser degà de la Facultat en 1903. A les eleccions municipals de 1903 fou escollit regidor de l'ajuntament de Barcelona del districte X per Unió Republicana juntament amb Luis Zurdo de Olivares. En 1904, es trasllada a la càtedra homònima de la Universitat Central de Madrid.
A les eleccions generals espanyoles de 1910, 1914, 1916, 1918, 1919 i 1920 fou elegit diputat al Congrés dels Diputats del Partit Liberal Fusionista pel districte de Coria. El 1917 fou nomenat Director General de Primera Ensenyança. En les seves intervencions manifestà el seu interès per la salubritat de les aigües potables de Madrid i Barcelona i per l'educació física. Fou un dels qui va amortallar el president de govern José Canalejas y Méndez quan fou assassinat en 1912.
En 1921 fou catedràtic de "Botànica Descriptiva" en la universitat madrilenya, substituint al seu antic mestre Blas Lázaro e Ibiza (1858-1921).

## Honors
- 1903: membre de la Reial Acadèmia de Medicina i Cirurgia de Barcelona
- Membre de la Reial Acadèmia de Ciències Exactes, Físiques i Naturals

## Algunes publicacions
- 1923. La reproducción sexual en los hongos: conferencia. Ed. Torrent y Cía. 23 pp.

### Llibres
- 1932. Flora de la provincia de Cáceres. Ed. S. Rodrigo. 307 pp.
- 1929. Botánica Farmacéutica, dos tomos. 413 pp.
- 1925. Mineralogía y Zoología aplicadas a la Farmacia. Ed. Librería general de Victoriano Suárez, dos volúmenes, reedición de la obra de 1902
- 1925. Botánica criptogámica y en particular de las especies medicinales de la flora Espanola. Ed. V. Suárez. 247 pp.
- 1913. Sumario de Zoología y materia farmacéutica animal. Ed. Victoriano Suarez. 287 pp.
- 1906. Compendio de mineralogía aplicada á la farmacia industria y agricultura, y estudio especial de los minerales de España. Ed. Fortanet. 559 pp. Reimprimió BiblioBazaar, 2010. 566 pp. ISBN 1146944136
- 1897. Estudios preliminares para la Flora de la provincia de Cáceres. Volúmenes 26-27 de Anales de la Sociedad Española de Historia Natural. 208 pp.